# 神奈川臨海鉄道浮島線
浮島線（うきしません）は、神奈川県川崎市川崎区の川崎貨物駅から浮島町駅に至る神奈川臨海鉄道の鉄道路線である。

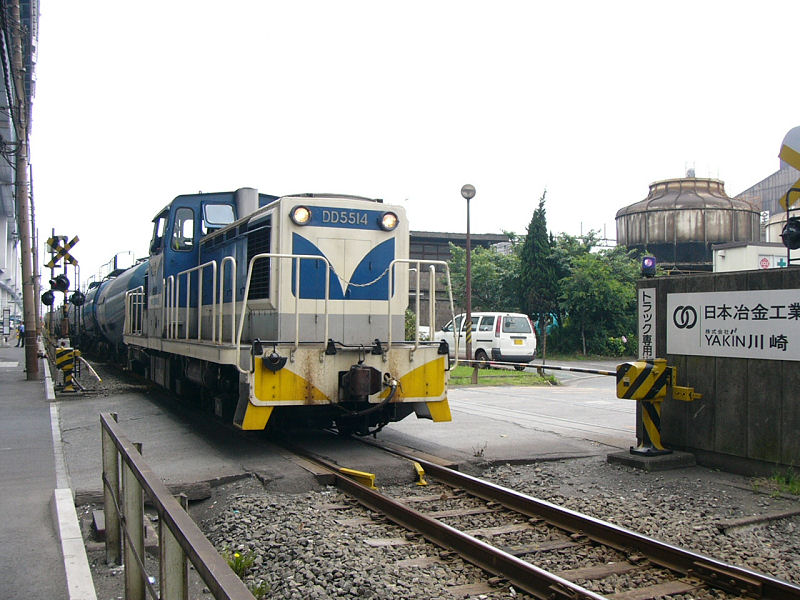
浮島線を走る DD55形機関車とタンク車（石油輸送）（2004年6月17日）

## 路線データ
- 管轄（事業種別）：神奈川臨海鉄道（第一種鉄道事業者）
- 路線距離：3.9km
- 営業キロ：24.0km（事実上の運賃計算キロ）
- 軌間：1067mm
- 駅数：3駅（起終点駅含む）
- 複線区間：なし（全線単線）
- 電化区間：なし（全線非電化）
- 閉塞方式：スタフ閉塞式

## 概要
JR東海道本線貨物支線の川崎貨物駅を起点とし川崎区浮島町へ至る貨物線で、国道409号に沿って敷設されている。沿線には石油基地が多く、扱う品目も石油製品が中心となっている。運転席を横向きにつけた特徴的な機関車で、安全のため最高時速25kmの低速で多い時には石油タンク車が製油所から川崎貨物駅まで1日に100両以上が運ばれる。また、JR武蔵野線梶ヶ谷貨物ターミナル駅から川崎市の廃棄物輸送列車「クリーンかわさき号」が、処理施設最寄の末広町駅まで運行されている。

## 運行形態
2008年3月15日改正時点で1日18往復（川崎貨物 - 末広町間7往復、川崎貨物 - 浮島町間11往復）の貨物列車が設定されている。川崎駅 - 浮島町駅間の列車は末広町駅を通過する。

## 歴史
- 1964年（昭和39年）3月25日 - 塩浜操車場 - 浮島町間が開業。
- 1990年（平成2年）3月10日 - 塩浜操車場を川崎貨物に改称。

## 駅一覧
川崎貨物駅 - 末広町駅 - 浮島町駅

## 接続路線
- 川崎貨物駅：東海道本線（貨物支線）・神奈川臨海鉄道千鳥線